# Cundrovec
Cundrovec é uma vila localizada no município de Brežice na Eslovênia. Possuía uma população estimada de 132 habitantes em 2020.